# José Fernando Fumagalli
José Fernando Fumagalli (født 5. oktober 1977) er en tidligere brasiliansk fodboldspiller.